# Andy Tonkovich
Andrew Edward "Andy" Tonkovich (Wheeling, Virginia, 1. studenoga 1922. – Inverness, Florida, 2. rujna 2006.) je bio američki košarkaš hrvatskog podrijetla.
Košarku je igrao za srednju školu Union High School iz Benwooda u Zapadnoj Virginiji.
Pohađao je sveučilište Marshall, za čiju je momčad momčad igrao.  1948. je godine izabran u Helmsovu treću momčad najbolji sveamerički igrači NCAA 1948. (1948 NCAA Men's Basketball All-Americans).
Na draftu 1948. za BAA (Basketball Association of America, predšasnice NBA) izabrali su ga Providence Steamrollersi kao 1. izbor u 1. krugu, ispred budućih članova košarkaške Dvorane slavnih Dolpha Schayesa, Bobbyja Wanzera i Harryja Galatina.
Igrao je jednu sezonu u Steamrollersima, postizavši 2,6 koševa po utakmici i ostvarivši 0,6 asistencija po utakmici u ukupno 17 odigranih utakmica.
Umro je na Floridi u dubokoj starosti od 85 godina.

## Vanjske poveznice
- Hoopedia
- Career statistics  Arhivirana inačica izvorne stranice od 9. svibnja 2012. (Wayback Machine)